# حسن قزلجی
حسن قزلجی (۱۲۹۲ بوکان – ۱۳۶۳ تهران) نویسنده، مترجم و روزنامه‌نگار ایرانی بود.

## زندگی‌نامه
حسن قزلجی در سال ۱۹۱۴ میلادی برابر با ۱۲۹۲ خورشیدی در شهر بوکان به دنیا آمد. قزلجی در تشکیل حزب دمکرات کردستان و تجدید حیات آن بعد از سقوط جمهوری مهاباد به همراه غنی بلوریان، عزیز یوسفی، کریم حسامی، سلیمان معینی، قادر شریف و دیگر فعالان کُرد، نقش فعالی داشت. او یکی از نویسندگان نشریه کردستان در دوران حکومت محلی مهاباد بود. 

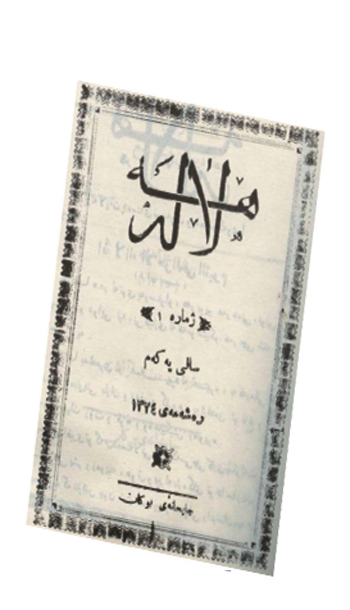
مجله ادبی - سیاسی هلاله بوکان در سال ۱۳۲۴ خورشیدی

قزلجی گوینده بخش کُردی رادیو پیک ایران (رادیو حزب توده ایران) و سردبیر نامه مردم به زبان کردی بعد از انقلاب ایران و عضو کمیته مرکزی حزب توده ایران بود. بیشتر آثار او در مهاجرت و به ویژه در کردستان عراق به چاپ رسید. کتاب «خنده گدا» که مجموعه‌ای از داستان‌های کوتاه کردی است یکی از ارزنده‌ترین و به یادمانده‌ترین آثار رئالیستی در مناطق کردنشین است. ایشان از دوستان عبدالرحمن شرفکندی (هه ژار) و عبدالرحمن ذبیحی بودند که شرح تلخی و شیرینی‌ها و فراز و نشیب‌های زندگی شان در کتاب (چیشتی مجیور) آمده‌است.

## آثار
علی اشرف درویشیان نویسنده برجسته کُرد که برخی از داستان‌های کُردی و از جمله داستان کوتاه خنده گدا را ترجمه کرده‌است در پیشگفتار کتاب داستان‌های کوتاه کردی چنین می‌نویسد:
«حسن قزلجی، از پیش کسوتان و بنیان‌گذاران داستان کوتاه کردی، در داستان «خندیدن گدا» با روایتی ساده و رئالیستی، حکایت مردی را به نگارش درمی‌آورد که جوانی و توان خود را در خدمت کسانی گذاشته که اینک، به هنگام درماندگی اش، حتی از دادن تکه‌ای نان برای رفع گرسنگی او خودداری می‌کنند و داستان با طنزی تلخ به پایان می‌رسد. با خواندن زندگی‌نامه نویسنده، در می‌یابیم که نوشتن در شرایط دربدری و بی سروسامانی، چه کار طاقت فرسا و مشقت باری است».

## مرگ
حسن قزلجی در بهمن ماه ۱۳۶۱ دستگیر و بعد از سال‌ها فعالیت سیاسی، در مهرماه ۱۳۶۳ در زندان اوین تهران به دلایل نامعلوم فوت کرد.
دولت کردستان عراق در یکی از میادین شهر سلیمانیه، از مجسمه حسن قزلجی پرده برداری کرده‌است. در این مراسم، میدان مزبور نیز به میدان «قزلجی» تغییر نام یافت.